# Canzoni appassionate
Canzoni appassionate (Go Into Your Dance) è un film del 1935 diretto da Archie Mayo, Michael Curtiz e Robert Florey.

## Trama
Al Howard é una star di Broadway che, per via del suo comportamento non viene più assunto da nessun produttore; egli infatti ha l'abitudine di uscire dagli spettacoli, facendo perdere un mucchio di soldi ai produttori che lo assumono. Sua sorella Molly promette al suo agente che Al smetterà di comportarsi così ma nonostante ciò egli viene bandito da Broadway. Molly lo rintraccia in Messico, intento a fare baldoria, e gli dice che ha finito di prendersi cura di lui.
Quando Molly, persa oramai ogni speranza di trovargli un lavoro, incontra a Chicago Dorothy Wayne, una sua amica ballerina, e la implora di formare un duetto con Al. Ci vuole un po' per convincere Al ma alla fine accetta di formare un duo con Dorothy con la quale otterrà grande successo a Chicago. Dorothy si innamora di Al e pensando che egli non la ricambi decide di sciogliere il duo. Al le chiede di restare, informandola del suo intento di voler aprire un nightclub a Broadway.
Molly presenta Al a Duke Hutchinson, un gangster disposto a sostenere il club tramite sua moglie, Luana Bell una cantante che vuole fare il suo ritorno sul palcoscenico.
Al ha un flirt con Luana e Dorothy se ne accorge ma ciononostante Al continua a flirtare con lei.
Duke dà ad Al 30000 $ per aprire il club ma prima della serata di apertura Al usa i soldi per pagare la cauzione per Molly, che è stata arrestata con l'accusa di omicidio.
Quando Al informa Luana del ritardo nell'apertura del club, lei va con rabbia al marito Duke informandolo sull'accaduto, e questi decide di mandare alcuni uomini armati per uccidere Al.
All'ultimo minuto Molly viene scagionata dal reato di omicidio e il denaro necessario per l'apertura del club viene restituito ad Al, permettendogli di inaugurare il club con uno spettacolo che viene accolto con grandi applausi da parte del pubblico.
Duke cerca di richiamare i suoi uomini ma Luana non manda loro il messaggio. Al finalmente si rende conto di essere innamorato di Dorothy e la invita a cena; mentre i due escono dalla porta, Dorothy vede gli uomini armati e si lancia davanti a protezione di Al.
Al tiene in braccio Dorothy, ferita, e le confessa di ricambiare il suo amore.
Il dottore, dopo essersi preso cura di lei, informa Al che Dorothy starà presto bene.
Il club aperto da Al riscuoterà un enorme successo.

## Incassi e Nomination
Secondo i registri della Warner Bros. il film ha guadagnato 912000 $ in patria e 489000 $ all'estero.
Il film ha ricevuto una nomination agli Oscar come miglior coreografia a Bobby Connolly.